# Julie Pullin
Julie Pullin (Cuckfield, 5 november 1975) is een voormalig tennisspeelster uit Groot-Brittannië. Pullin speelt linkshandig en heeft een tweehandige backhand. Haar moeder Andrea was tennislerares. Pullin was actief in het proftennis vanaf 1993 tot in 2003.
Pullin was tweemaal enkelspelkampioen van Groot-Brittannië, en gedurende enkele jaren de Britse nummer één.
In 1993 speelde zij haar eerste grandslamtoernooi op Wimbledon in het dubbelspel; een jaar later ook in het enkelspel.

## Loopbaan

### Enkelspel
Pullin debuteerde in 1991 op het ITF-toernooi van Bracknell (Engeland) – zij bereikte er de kwartfinale. Zij stond in 1992 voor het eerst in een finale, op het ITF-toernooi van Harare (Zimbabwe) – hier veroverde zij haar eerste titel, door de Zimbabwaanse Julia Muir te verslaan. In totaal won zij acht ITF-titels, de laatste in 2002 in Gifu (Japan).
In 1993 speelde Pullin voor het eerst op een WTA-hoofdtoernooi, op het toernooi van Brighton. Haar beste resultaat op de WTA-toernooien is het bereiken van de derde ronde, op het toernooi van Birmingham in 2002.
Haar beste resultaat op de grandslamtoernooien is het bereiken van de tweede ronde, op het Australian Open van 2000, na het doorlopen van het kwalificatietoernooi. Haar hoogste notering op de WTA-ranglijst is de 125e plaats, die zij bereikte in april 2000.

### Dubbelspel
Pullin behaalde in het dubbelspel betere resultaten dan in het enkelspel. Zij debuteerde in 1991 op het ITF-toernooi van Bracknell (Engeland), samen met landgenote Caroline Herbert. Zij stond in 1992 voor het eerst in een finale, op het ITF-toernooi van Swindon (Engeland), samen met landgenote Lorna Woodroffe – hier veroverde zij haar eerste titel, door het Amerikaanse duo Jacqueline Geller en Tina Samara te verslaan. In totaal won zij 26 ITF-titels, de laatste in 2002 in Port Pirie (Australië).
In 1993 speelde Pullin voor het eerst op een WTA-hoofdtoernooi, op het toernooi van Luik, samen met landgenote Virginia Humphreys-Davies. Zij stond één keer in een WTA-finale, in 1997 op het toernooi van Cardiff, samen met landgenote Lorna Woodroffe – zij verloren van het Amerikaanse koppel Debbie Graham en Kerry-Anne Guse.
Haar beste resultaat op de grandslamtoernooien is het bereiken van de tweede ronde. Haar hoogste notering op de WTA-ranglijst is de 67e plaats, die zij bereikte in februari 1998.

### Na het beroepstennis
In 2003 dwong een schouderblessure haar om zich terug te trekken uit het professionele circuit. Na haar huwelijk opereert zij als Julie Hobbs. Zij is hoofd-coach van de Pavilion & Avenue tennisclub in de Zuid-Engelse kustplaats Brighton, alsmede captain van het meisjesteam onder tien jaar van het graafschap Sussex.

## Posities op deWTA-ranglijst
Positie per einde seizoen:
| jaar | ranking enkelspel | ranking dubbelspel |
| ---- | ----------------- | ------------------ |
| 1991 | 707               | 799                |
| 1992 | 386               | 282                |
| 1993 | 371               | 307                |
| 1994 | 242               | 225                |
| 1995 | 397               | 351                |
| 1996 | 295               | 191                |
| 1997 | 196               | 77                 |
| 1998 | 153               | 126                |
| 1999 | 171               | 135                |
| 2000 | 138               | 131                |
| 2001 | 162               | 117                |
| 2002 | 197               | 135                |
| 2003 | 297               | 240                |

## Palmares

### WTA-finaleplaatsen enkelspel
geen

### WTA-finaleplaatsen vrouwendubbelspel
| nr.              | finale     | toernooi    | ondergrond | partner         | tegenstandsters               | score    |
| ---------------- | ---------- | ----------- | ---------- | --------------- | ----------------------------- | -------- |
| gewonnen finales |            |             |            |                 |                               |          |
| geen             |            |             |            |                 |                               |          |
| verloren finales |            |             |            |                 |                               |          |
| 1.               | 1997-05-18 | WTA Cardiff | gravel     | Lorna Woodroffe | Debbie Graham Kerry-Anne Guse | 3-6, 4-6 |

## Resultaten grandslamtoernooien
| Legenda | Legenda                          |
| ------- | -------------------------------- |
| g.t.    | geen toernooi gehouden           |
| l.c.    | lagere categorie                 |
| –       | niet deelgenomen                 |
| G       | uitgeschakeld in de groepsfase   |
| 1R      | uitgeschakeld in de eerste ronde |
| 2R      | uitgeschakeld in de tweede ronde |
| 3R      | uitgeschakeld in de derde ronde  |
| 4R      | uitgeschakeld in de vierde ronde |
| KF      | uitgeschakeld in de kwartfinale  |
| HF      | uitgeschakeld in de halve finale |
| F       | de finale verloren               |
| W       | het toernooi gewonnen            |
| w-v     | winst/verlies-balans             |

### Enkelspel
| Toernooi        | 1994 | 1995 |    | 1997 | 1998 | 1999 | 2000 | 2001 | 2002 | 2003 | w-v |
| --------------- | ---- | ---- | -- | ---- | ---- | ---- | ---- | ---- | ---- | ---- | --- |
| Australian Open | –    | –    | –  | –    | –    | 2R   | –    | –    | –    | 1-1  |     |
| Roland Garros   | –    | –    | –  | –    | –    | –    | –    | –    | –    | 0-0  |     |
| Wimbledon       | 1R   | 1R   | 1R | 1R   | 1R   | 1R   | 1R   | 1R   | 1R   | 0-9  |     |
| US Open         | –    | –    | –  | –    | –    | –    | –    | –    | –    | 0-0  |     |

### Vrouwendubbelspel
| Toernooi        | 1993 | 1994 | 1995 | 1996 | 1997 | 1998 | 1999 | 2000 | 2001 | 2002 | 2003 | w-v  |
| --------------- | ---- | ---- | ---- | ---- | ---- | ---- | ---- | ---- | ---- | ---- | ---- | ---- |
| Australian Open | –    | –    | –    | –    | –    | 2R   | 1R   | –    | –    | 1R   | 1R   | 1-4  |
| Roland Garros   | –    | –    | –    | –    | –    | 1R   | –    | 1R   | 2R   | 1R   | –    | 1-4  |
| Wimbledon       | 1R   | 1R   | 1R   | 1R   | 1R   | 1R   | 1R   | 2R   | 1R   | 1R   | 1R   | 1-11 |
| US Open         | –    | –    | –    | –    | 1R   | 1R   | –    | 1R   | 1R   | –    | –    | 0-4  |

### Gemengd dubbelspel
| Toernooi        | 1998 | 1999 | 2000 | 2001 |    | 2003 | w-v |
| --------------- | ---- | ---- | ---- | ---- | -- | ---- | --- |
| Australian Open | –    | –    | –    | –    | –  | 0-0  |     |
| Roland Garros   | –    | –    | –    | –    | –  | 0-0  |     |
| Wimbledon       | 1R   | 1R   | 1R   | 1R   | 1R | 0-5  |     |
| US Open         | –    | –    | –    | –    | –  | 0-0  |     |